# 소니 쿠나
소니 쿠나(Sonny Cunha, 1879년 10월 1일 ~ 1993년 1월 23일)는 재즈와 하와이언을 결부시킨 하와이 출신의 피아니스트이다.
이미 고인이 되었으나, 음악사상 잊을 수 없는 사람이라 할 수 있겠다. 호놀룰루에서 태어나 고등학교를 졸업한 후 센트 메리(오클랜드) 및 예일대학에서 교육을 받았는데, 피아노의 솜씨가 훌륭하여 그가 즐겨 연주한 <모아나르아>는 학교 안에서도 유명해졌다. 차차 음악에 접근하기 시작한 그는 하와이언의 에스 프리인플러와 래그 타임을 결부시켜 하파 하오레 송(하와이언 재즈를 도입한 노래)의 작곡을 열심히 하였다. 또한 하와이언 티피카의 편성에 피아노를 넣는다는 시도도 역시 서니가 처음이었다. 그의 작품·편곡은 조니 노블에 큰 영향을 주었으며, 초기의 히트 작품을 많이 작곡하였다. <와이키키 머메이드>, <호놀룰루 톰보이>, <호놀룰루 플러 걸>은 지금도 연주되는 넘버이며, <와이키키 해변>도 1909년에 그가 편곡한 것이다.